# Dominika Baćmaga
Dominika Baćmaga z d. Muraszewska (ur. 21 listopada 1995 w Płocku) – polska lekkoatletka, sprinterka.

## Kariera sportowa
Medalistka mistrzostw kraju w różnych kategoriach wiekowych, w tym złota medalistka mistrzostw Polski seniorów (2015) w sztafecie 4 × 400 metrów.
W 2015 była w składzie reprezentacji Polski (jako członkini sztafety 4 × 400 metrów) na młodzieżowe mistrzostwa Europy, jednak ostatecznie nie wystąpiła w tych zawodach.
W 2016 znalazła się w składzie reprezentacji Polski (ponownie jako członkini sztafety 4 × 400 metrów) na halowe mistrzostwa świata, jednak ostatecznie nie wystąpiła w tych zawodach.
W 2021 podczas Igrzysk Olimpijskich w Tokio była rezerwową w sztafecie 4 × 400 metrów.

## Rekordy życiowe
- Bieg na 400 metrów (stadion) – 52,71 (2021)